# Onthophagus tarsius
Onthophagus tarsius é uma espécie de inseto do género Onthophagus, família Scarabaeidae, ordem Coleoptera.
Foi descrita cientificamente por Arrow em 1941.